# Barranc del Clot de les Bruixes
El Barranc del Clot de les Bruixes és un corrent fluvial del Pallars Sobirà, que neix al vessant sud de la Torreta de l'Orri i baixa pel Clot de les Bruixes fins a desembocar al barranc de Coma-sarrera a cota 1.500.